# Francisco María II della Rovere
Francesco Maria II Della Rovere (Pesaro, 20 de febrero de 1549 - Urbania, 23 de abril de 1631), fue un líder renacentista italiano. Fue el último duque de Urbino, duque de Sora, señor de Pesaro, Senigallia, Fossombrone y Gubbio.

## Biografía
Hijo de Guidobaldo II della Rovere, duque soberano de Urbino y conde de Montefeltro, y de Victoria Farnesio, fue educado rigurosamente y pasó los años entre 1565 y 1568 en la corte de España.
Después de que Guidobaldo II se uniera a la Liga Santa contra los turcos, en respuesta al llamamiento del Papa Pío V a los principios católicos de buena voluntad en defensa de Europa y el cristianismo de la invasión musulmana, Francisco María II participó en la batalla de Lepanto en 1571 a la cabeza de más de 2.000 soldados del ducado de Urbino. El joven heredero dio prestigio a la casa, se distinguió valientemente en el conflicto y luchó junto a don Juan de Austria .
Cuando su padre murió en 1574, lo sucedió en el ducado.

## Política
En 1580 vendió el ducado de Sora y Arce, el dominio histórico de su familia, por 100.000 escudos a Giacomo Boncompagni, para hacer frente a las dificultades económicas que enfrentaba el ducado de Urbino heredado de su padre. Obtuvo el título de "Serenissimo" de su Majestad Católica el 15 de septiembre de 1585 y el mismo día fue nombrado Caballero del Toisón de Oro.
Precisamente debido a la recuperación económica implementada por Francesco Maria II a través de una gestión sabia y evitando sobrecargar a sus súbditos de los impuestos, se le recuerda como el duque más querido y estimado de la gente del ducado.

## Bodas
En 1598 su esposa Lucrezia d'Este murió sin haber dejado herederos. En la oportunidad de un nuevo matrimonio o, alternativamente, de devolver el ducado, en ausencia de herederos a la muerte del último duque, bajo el gobierno papal, el duque apeló específicamente a sus súbditos, quienes respondieron sinceramente y solicitaron al soberano de 49 años a una nueva boda.
El 26 de abril de 1599 en Casteldurante se casó con su prima Livia della Rovere , treinta y seis años más joven, para poder darle al ducado un heredero que evitaría la extinción de la familia Della Rovere y su anexión en los Estados Pontificios. El 16 de mayo de 1605 nació su tan esperado y único hijo Federico Ubaldo. Federico Ubaldo se casó con Claudia de Medici en 1621, dando a Francesco Maria II una nieta, Vittoria, futura Gran Duquesa de Toscana, última representante directa de la Della Rovere y única heredera de su patrimonio alodial.

## Exincion de la dinastía
Federico Ubaldo murió repentinamente el 29 de junio de 1623, dejando el ducado nuevamente en manos de su padre, quien, el 20 de diciembre de 1624 firmó la devolución de todos los feudos al Papa Urbano VIII, soberano de los Estados Pontificios. La devolución se hizo ejecutiva a su muerte en Casteldurante (su residencia favorita) el 23 de abril de 1631, donde fue enterrado en la iglesia del Crucifijo. El último miembro de la familia della Rovere, Vittoria, heredó la colección de arte del duque y la transfirió a Florencia a la Galería de los Uffizi.
| Predecesor: Francesco Maria I della Rovere | Duque de Urbino 1574-1623 | Sucesor: Federico Ubaldo della Rovere |